# Burg Dahlen (Lettland)
Die Burg Dahlen (lettisch Jaundoles pils) ist eine abgegangene Burg am südwestlichen Steilufer der Trockenen Düna auf der Insel Dole (deutsch: Dahlen oder Königsholm) nahe der Stadt Riga in Lettland. Im Bereich der Burg befinden sich heute ein Herrenhaus und die zugehörige Parkanlage.
Die Burg Dahlen ist nicht mit der bereits früher im Norden der Insel errichteten Burg Alt-Dahlen zu verwechseln.

## Geschichte

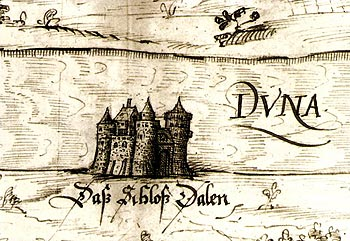
Burg Dahlen auf einer Skizze von 1617

Nach der Zerstörung der Burg Alt-Dahlen im Verlauf des Bürgerkriegs zwischen dem Bischof von Riga und der Stadt Riga wurde diese nicht wieder aufgebaut. Als Ersatz errichtete das Rigaer Domkapitel vermutlich 1316 eine neue Burg im Süden der Insel, schriftlich wird diese allerdings erst 1359 genannt. Während der Auseinandersetzungen mit dem Livländischen Orden wurde sie mehrmals besetzt, aber immer wieder an den Bischof zurückgegeben.
Mit dem Vertrag von Wilna 1561 wurde der Livländische Orden aufgelöst, und die Burg ging mit dem säkularisierten Herzogtum Kurland und Semgallen an Polen-Litauen über.
1597 wollte der dänische Astronom Tycho Brahe auf der Insel Dole ein Observatorium errichten, erhielt jedoch letztlich keine Genehmigung.
Während des Polnisch-Schwedischen Krieges wurde Burg Dahlen 1621 von den Schweden erobert und konnte erst sechs Jahre später für kurze Zeit zurückerobert werden. Bei ihrem Rückzug 1628 zerstörten die polnisch-litauischen Truppen die Burg, welche danach von Schweden nicht wieder aufgebaut wurde.
Im Laufe der folgenden Jahrhunderte wechselten die Ruine und das etwa 1632 daneben errichtete Herrenhaus mehrfach die Besitzer. Heute befindet sich in und auf dem Anwesen das Düna-Museum; von der Burg sind keine nennenswerten Überreste mehr vorhanden.

## Beschreibung
Die Burg hatte einen quadratischen Grundriss mit einer Seitenlänge von 35 bis 45 m. An jeder Ecke befand sich ein etwa 14,5 m hoher Rundturm (Ø 5 m), dessen Mauer im Erdgeschoss eine Dicke von 80 cm hatte. Die 9 m hohe Außenmauer war aus Dolomitsteinen gemauert. Neben dem Torhaus in der nordöstlichen Mauer verfügte die Burg außerdem über einen kleinen Zugang mittels Treppe vom Dünaufer im Südwesten. Mittig innerhalb der Burg befand sich ein 17 × 15 m großer Innenhof. Die Anlage war Richtung Südwesten und Südosten mit steil abfallenden Ufern zur Düna und Lebjava abgesichert, somit waren nur die beiden Nordseiten landseitig angreifbar.
Im Erdgeschoss befanden sich eine Brauerei, fünf Keller und einen Getreidespeicher. Der erste Stock beherbergte ein Waffenlager, eine Kapelle, eine Bäckerei, eine Küche, sowie mehrere Lagerräume. Im zweiten Stock waren Schlafzimmer und weitere Kammern untergebracht. Nach Größe des Waffenlagers und der Kaserne waren etwa 30 Soldaten stationiert.
Nach der Eroberung durch die Schweden wurde ab 1621 die Burg rasch wieder instand gesetzt und als moderne Festung ausgebaut. In dieser Zeit entstanden auch zwei Ställe, ein Haus für das Militärpersonal und ein, die Burg umschließender, kleiner Erdwall.